# Complexe architectural de l'augusteum et du forum romain de Carthago Nova
Le complexe architectural de l'augusteum et du forum romain de Carthago Nova est un programme monumental romain construit au début de l'époque impériale dans la cité romaine de Carthagène en Espagne. La construction de ce complexe associant place publique entourée d'un portique et temple dédié à la puissance agissante des empereurs est une des conséquences de l'élévation de la cité de Carthago Nova au rang de colonie romaine en 44 av. J.-C., sous le nom de Colonia Vrbs Iulia Nova Carthago (C.V.I.N.C).
Durant le règne d'Auguste, un processus lent et ambitieux de monumentalisation de la cité fut entrepris, en parallèle d'une urbanisation accrue. La ville de Carthago Nova devint progressivement l'une des plus resplendissantes de l'Empire romain, comptant nombre de monuments typiques de la parure architecturale romaine, tel qu'un théâtre, construit entre 5 et 1 av. J.-C.

## Archéologie
La cité compte depuis l'époque républicaine un grand amphithéâtre. L'empereur Auguste a doté la cité d'un luxueux théâtre romain et d'un grand forum.
Le forum romain de Carthago Nova se situait au centre de la cité, à la confluence des voies principales de communication (le cardo et le decumanus) entre les montagnes du coteau de la Concepción (où le théâtre se trouvait) et l'Arx Asdrubalis (actuellement le coteau de Molinete).
Le forum se situait à peu près sous l'actuelle place du San Francisco et c'est la seule aujourd'hui partiellement creusée. Les principaux monuments du forum qui ont trouvé jusqu'à présent sont:
- Le temple dédié à la Triade Capitoline: Jupiter, Junon et Minerve. Au nord, le podium est celui presque commun à tous forums romains. Actuellement, il est dans l'attente d'un processus de fouille et d'évaluation.
- L'augusteum : Au sud de la place, un édifice a été trouvé et il semble qu'il avait la fonction de collège d'augustales, ou des prêtres du culte dédié l'empereur Auguste. Cet édifice a été mis à en valeur et peut-être visité à l'intérieur du programme « Cartagena Puerto de Culturas ».
- La Curie: C'était le gouvernement de la colonie. Elle a été décorée et pavée de marbre de luxe venant de toutes les parties de l'empire. Ces fouilles ont montré une sculpture d'Auguste en toge.

En 2008, des fouilles complètes ont été lancées, ce qui a permis de découvrir des thermes romains complets et une arène du Haut Empire que nous connaissions partiellement, ainsi qu'une luxueuse maison d'un des magistrats de la cité.
La plupart des matériaux originaires de ces trois sites de fouilles, et d'autres matériaux trouvés dans des fouilles de terrains vagues proches et qui se rattachent au forum romain de Carthago Nova se trouvent actuellement dans le Musée archéologique municipal de Carthagène.

## Galerie d'images

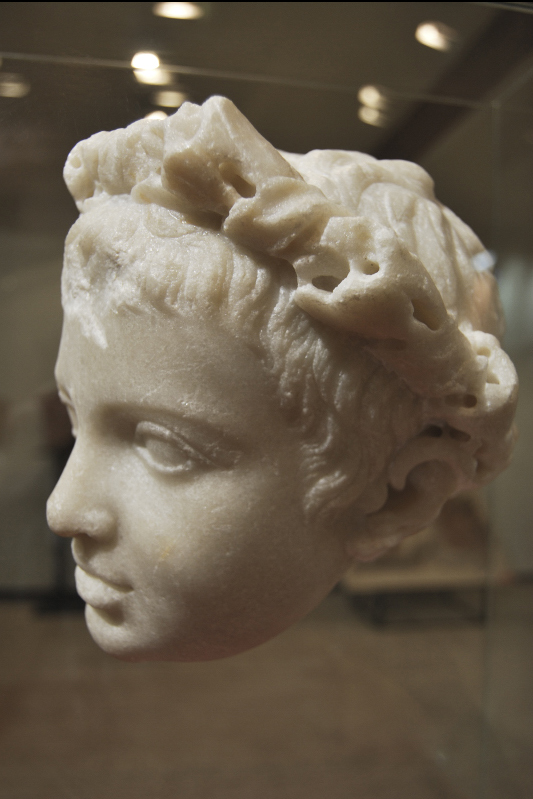
Une tête d'enfant trouvée sur le forum, probablement de Tibère. Musée archéologique municipal de Carthagène.
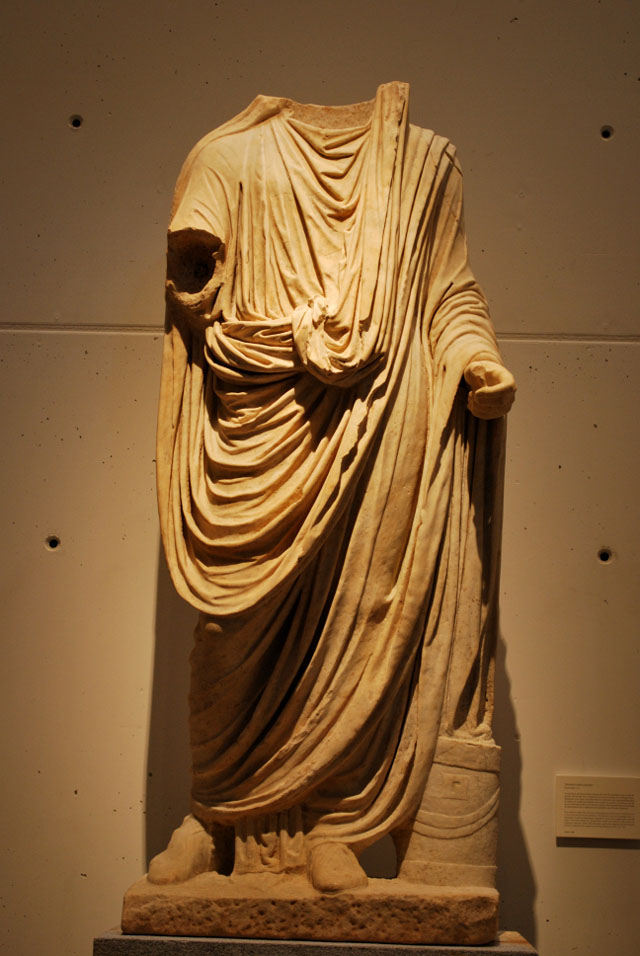
Auguste en toge trouvée à la curie romaine de Carthago Nova. Musée archéologique municipal de Carthagène.
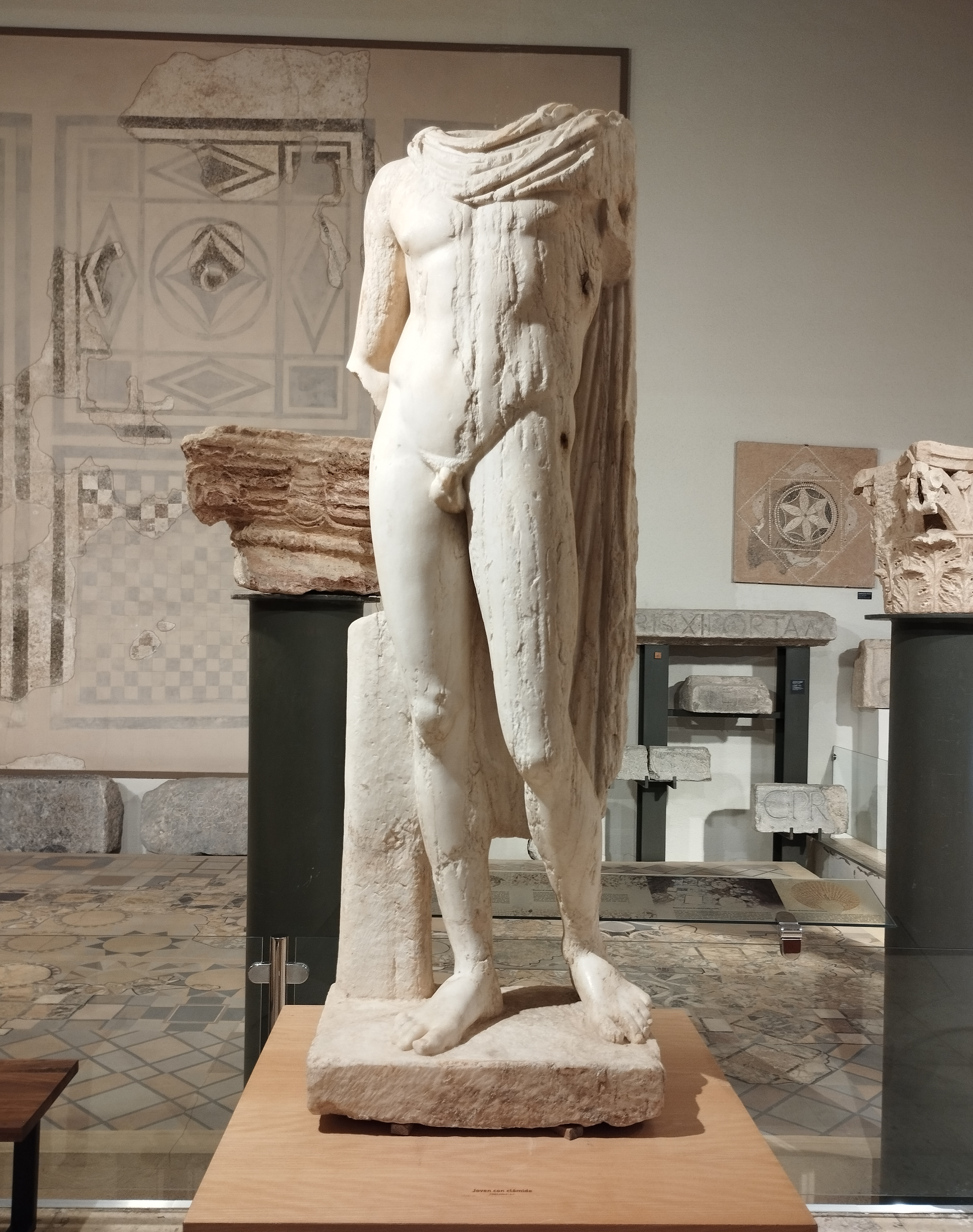
Un jeune homme avec chlamyde. Musée archéologique municipal de Carthagène.
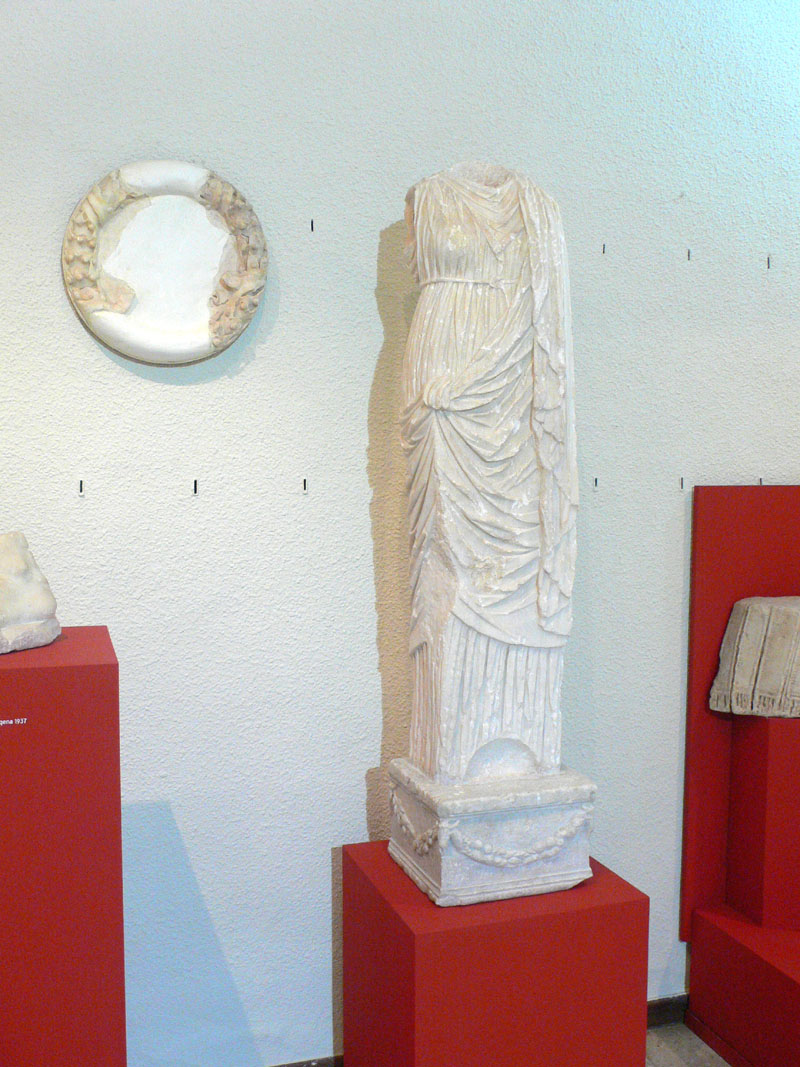
Une cariatide du forum romain de Carthago Nova.